# Johann Christoph von Liechtenstein-Kastelkorn
Johann Christoph Graf von Liechtenstein-Kastelkorn (* vermutlich am 12. Dezember 1591 in Leifers, Gefürstete Grafschaft Tirol; † 1. Dezember 1643) war von 1624 bis 1643 Bischof von Chiemsee.

## Familie
Johann Christoph entstammte dem Südtiroler Geschlecht Liechtenstein-Kastelkorn, dessen Stammburg die Burg Leifers bei Bozen war. Seine Eltern waren Hans Jakob von Liechtenstein-Kastelkorn und dessen zweite Ehefrau Barbara von Wolkenstein.

## Leben
Johann Christoph studierte zunächst in Innsbruck und von 1607 bis 1612 in Rom, wo er Alumne am Collegium Germanicum war. Anschließend besuchte er die Universität Perugia. Er besaß ein Domkanonikat in Passau und seit 1616 eines in Salzburg. Der Salzburger Erzbischof Markus von Hohenems ernannte ihn 1617 zu seinem Oberstkämmerer. Zudem bekleidete Johann Christoph auch das Amt des Konsistorialpräsidenten und Geheimen Rats in Salzburg, wo er am 16. Juni 1621 zum Priester geweiht wurde.
Nach dem Tod des Chiemseer Bischofs Nikolaus von Wolkenstein ernannte ihn der Salzburger Erzbischof Paris von Lodron 1624 zu dessen Nachfolger. 1629 verfasste Johann Christoph eine Beschreibung seines Bistums. Nach einer Wallfahrt 1632 nach Loreto stiftete er 1636 die Loretokirche in Salzburg. Als Chiemseer Bischof bemühte sich Johann Christoph um einen stärkeren Einfluss auf seinen Sprengel, weshalb er mit dem Salzburger Erzbischof zwischen 1635 und 1642 mehrere Kirchenpatronate über Pfarreien tauschte. Das Schlösschen Altdorf bei Hallein, das zwar zum Bistum Chiemsee gehörte aber im Erzstift Salzburg lag, überließ er zwei aus Bayern vor den Schweden geflohenen Jesuiten. Zudem unterstützte er den Priester Bartholomäus Holzhauser, indem er ihm zu einem Kanonikat in Tittmoning verhalf, wo Holzhauser 1640 die erste Priestergemeinschaft gründete. 1642 übertrug er diesem die Pfarrei St. Johann in Tirol. Im selben Jahr wurde Johann Christoph von Liechtenstein-Kastelkorn vom Salzburger Domkapitel zum Dekan gewählt. Ein Jahr später starb er; sein Leichnam wurde im Salzburger Dom beigesetzt.